# Agdistis intermedia
Espèce
Agdistis intermedia est une espèce de lépidoptères de la famille des Pterophoridae.

## Description
Les imagos atteignent une envergure de 24 à 30 millimètres et sont de couleur gris-brun. La zone entre les plis des ailes est plus pâle que la couleur de fond. Il n'y a pas de taches sur la veine costale, il y a quatre taches le long du bord dorsal du pli de l'aile. La quatrième tache est plus proche de la veine costale que la troisième, parfois elles sont également fusionnées.
Les valves génitales masculines et les édéages sont symétriques. L'uncus est bilobé et symétrique. Le neuvième sternum est asymétriquement bidenté. L'ostium des organes génitaux féminins est légèrement arrondi. L'antre est presque semi-circulaire, il est prolongé latéralement par deux appendices épineux. Celles-ci sont similaires à celles d’Agdistis bennetii, mais elles ne sont que peu développées. Les apophyses antérieures sont courtes.
Les imagos volent de juin à août.

## Répartition
L'aire de répartition d’Agdistis intermedia s'étend de la Hongrie et la Roumanie, et vers l'est jusqu'à la Russie et le Kazakhstan.

## Parasitologie
La chenille est un parasite des plantes Limonium meyeri, Limonium narbonense.

## Systématique
Le nom valide complet (avec auteur) de ce taxon est Agdistis intermedia Caradja (d), 1920.
Agdistis intermedia a pour synonymes :
- Agdistis benneti var. intermedia Caradja, 1920
- Agdistis duplicationis Arenberger, 2013
- Agdistis hungarica Amsel, 1955